# Edificio de viviendas en la calle Almagro, 5 de Zaragoza

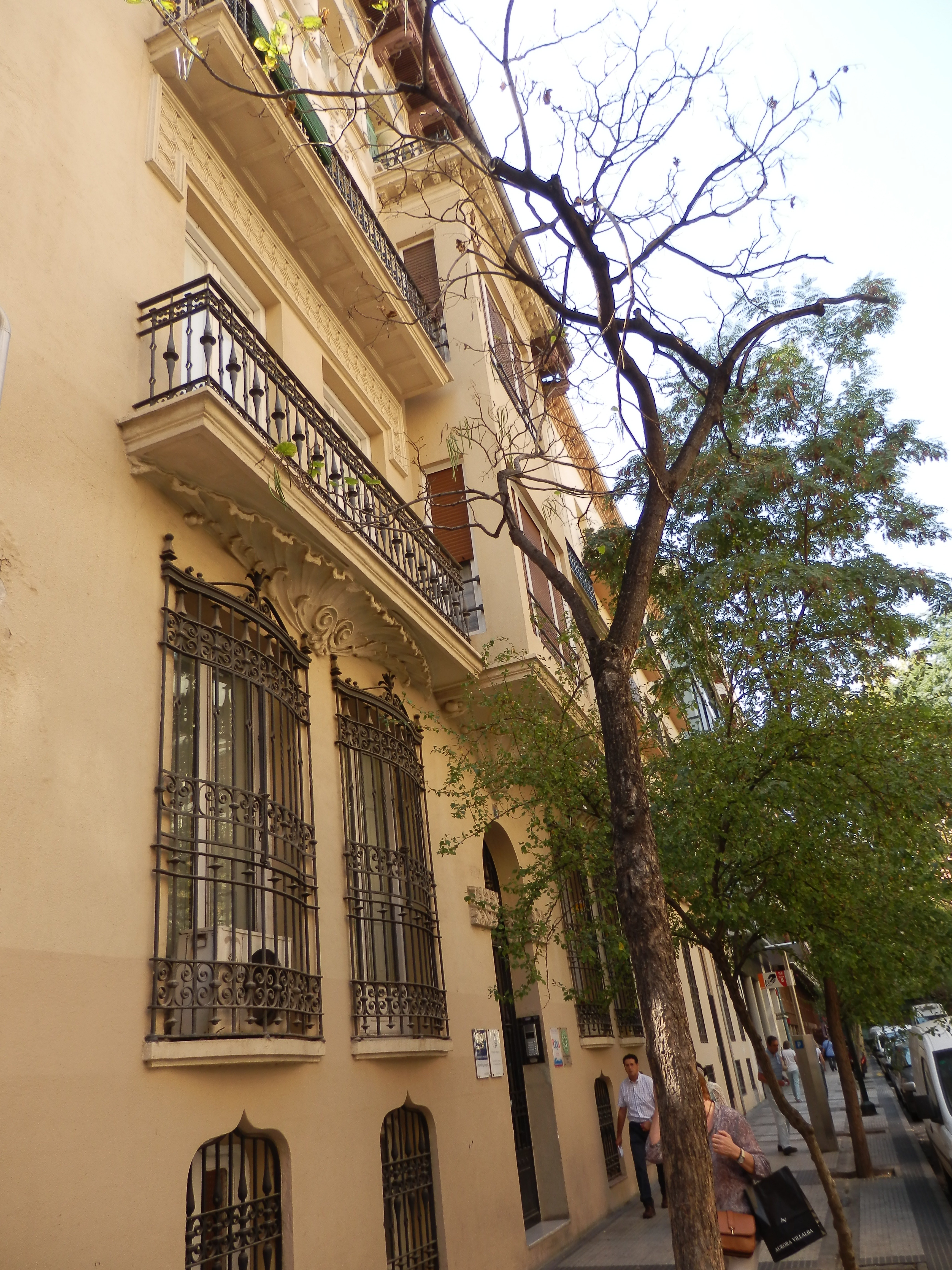
Edificio de viviendas en la calle Almagro, 5

El Edificio de viviendas en la calle Almagro, 5 de Zaragoza es un conjunto original y muy ornamental. Ofrece una cuidadosa amalgama de distintos lenguajes estéticos que sorprende en el momento en que se construye obedeciendo a los gustos del promotor.
Forma parte de los BIC de la provincia de Zaragoza. 
Fue declarado BIC el 9 de abril de 2002 con el identificador RI-51-0010951.

## Vista general

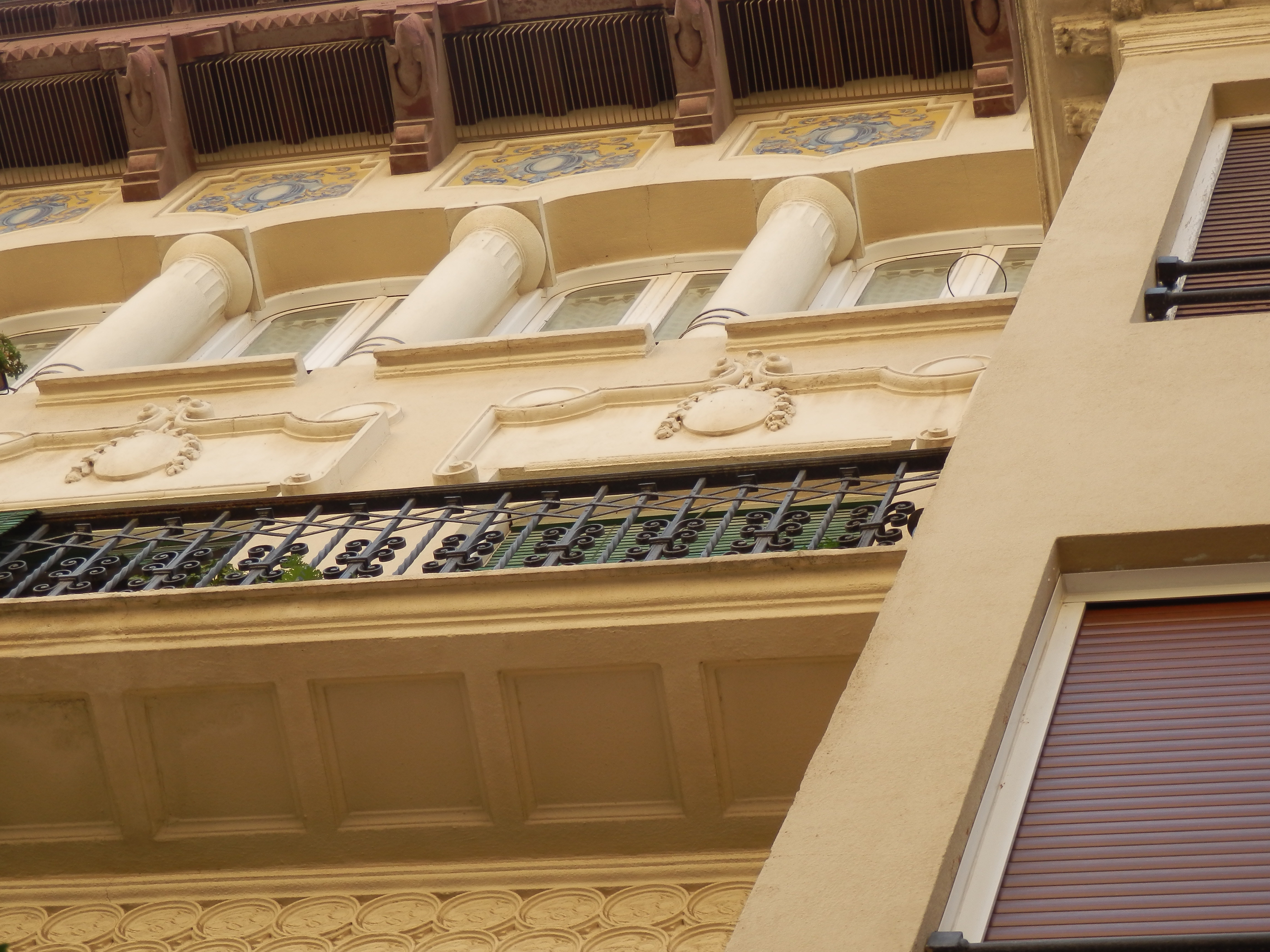
Edificio de viviendas en la calle Almagro, 5, Zaragoza, España

El edificio ocupa una parcela rectangular y tiene dos fachadas. La fachada secundaria originalmente daba a un jardín posterior.
Tiene semisótano y cuatro plantas: bajo, entresuelo y 3 plantas. Se remata en alero.
La fachada principal es ladrillo revocado y presenta una composición simétrica muy definida, centrada por un cuerpo volado de miradores o tribuna que ocupa la primera y segunda planta alzadas, flanqueadas por los vanos adintelados con balcón corrido a cada lado.
En la planta baja la puerta de acceso a la casa tiene arco de medio punto. A los lados de la puerta están las ventanas enrejadas de los entresuelos y del semisótano en arco conopial.
En la planta ático se abre un mirador de inspiración tradicional, rematado en un friso con decoraciones cerámicas manieristas sober el que vuela un alero de gran vuelo a la manera de la arquitectura local tradicional.
Se usa en la fachada un variado repertorio de vanos en la composición. En la decoración se aprecian reminiscencias tardías del modernimos. También hay recursos de carácter barroco en las ménsulas o repisas aveneradas de los vanos de la primera planta y en los cabezales de los vanos abalconados.
La rejería artística de todos los vanos es muy vistosa.